# 極地低壓

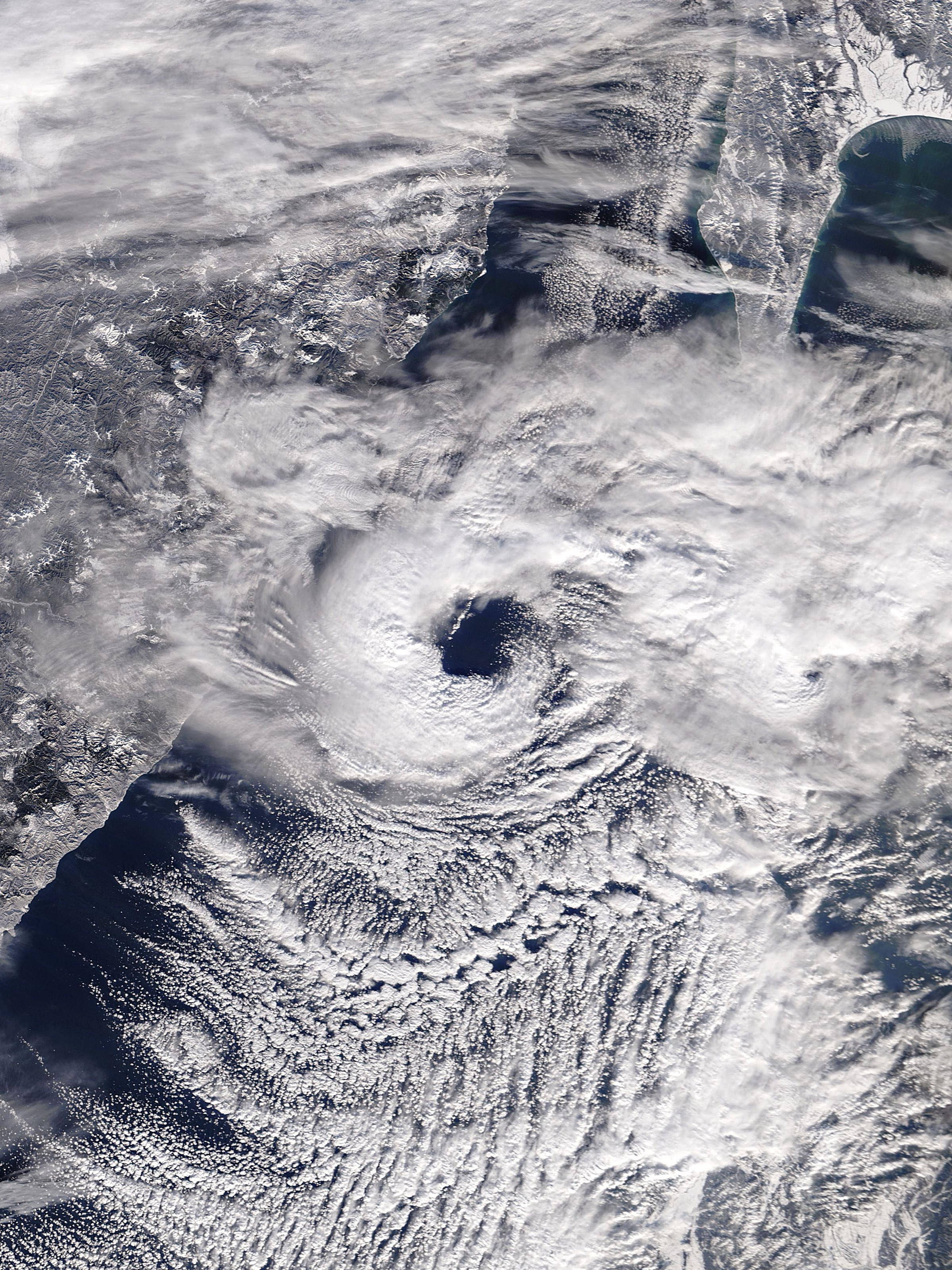
2009年12月20日位於日本海的極地低壓

極地低壓是在兩極地區發生的低氣壓系統。低氣壓內氣溫極低。一般都是寒冷的極地氣團通過海面時發生。
相較於溫帶低氣壓，極地低壓的規模更小，并會帶來大雪。極地低壓發生在南極洲全域、南冰洋、北冰洋及其周邊、北大西洋北部、白令海、鄂霍次克海、日本海北部等海域。多發生在冬季及春季。